# Borowski (herb baronowski)
Borowski Baron – polski herb szlachecki, baronowska odmiana herbu Jastrzębiec.

## Opis herbu
Opisy z wykorzystaniem klasycznych zasad blazonowania:
W polu błękitnym w środku podkowy złotej barkiem w dół krzyż kawalerski srebrny. Nad koroną baronowską hełm, z korony którego klejnot: jastrząb barwy naturalnej trzymający w dziobie pierścień złoty z oczkiem czerwonym. Labry błękitne podbite z prawej podbite srebrem, z lewej złotem.

## Najwcześniejsze wzmianki
Nadany 8 lutego 1808 ritterowi Józefowi Jastrzębcowi Equitis de Borowskiemu. Podstawą nadania miało być posiadanie dóbr ziemskich, godność stolnika grabowickiego w Rzeczypospolitej oraz deklaracja wierności wobec domu cesarskiego.

## Herbowni
Herb ten był herbem własnym, toteż do jego używania uprawniony jest tylko jeden ród herbownych:
freiherr Jastrzębiec de Borowski.